# Izabela Kuna
Izabela Kuna (ur. 25 listopada 1970 w Tomaszowie Mazowieckim) – polska aktorka filmowa i teatralna, blogerka, autorka książek.
Doktor sztuki w dziedzinie sztuk filmowych i teatralnych, wykładowczyni Akademii Teatralnej w Warszawie. 

## Życiorys
Jej ojciec pracował w Mazowieckich Zakładach Przemysłu Wełnianego „Mazowia”. W latach 1985–1989 uczęszczała do II Liceum Ogólnokształcącego im. Stefana Żeromskiego w Tomaszowie Mazowieckim. Zna języki angielski i francuski. W 1993 ukończyła studia na Wydziale Aktorskim Szkoły Filmowej w Łodzi. Po ukończeniu studiów została aktorką Teatru Polskiego w Warszawie, grała także epizodyczne role w filmach i serialach telewizyjnych. Rozczarowana brakiem propozycji zawodowych, wyjechała do Norwegii, gdzie pracowała w ekipie remontowej, była sprzątaczką i opiekunką do dzieci. Była prezenterką pogody w telewizji Polsat oraz przeprowadzała wywiady dla miesięcznika „Antena”.
W 2004 za rolę Łucji w teatrze TV Łucja i jej dzieci otrzymała Grand Prix dla najlepszej aktorki podczas Festiwalu „Dwa Teatry” w Sopocie. W tym samym roku otrzymała także nagrodę im. Hartley Merrill za najlepszy scenariusz filmu sensacyjnego za scenariusz Czwarta godzina, który napisała z Kubą Nieścierowem. W 2007 zaczęła prowadzić internetowy blog na stronie Wirtualnej Polski, na którym opisywała m.in. przebieg festiwali filmowych.
Popularność przyniosły jej występy w filmach: Lejdis (2008) oraz Idealny facet dla mojej dziewczyny (2009). W 2010 wzięła udział w rozbieranej sesji zdjęciowej do albumu fotograficznego „Pierwsi w Polsce”, który powstał w ramach kampanii antynowotworowej, a także wydała książkę pt. Klara inspirowaną jej opowiadaniami publikowanymi na blogu. W 2013 wzięła udział wraz z Chuckiem Norrisem w reklamie banku Banku Zachodniego WBK. W 2021 wydała książkę pt. Klara jedzie na pogrzeb. Zagrała Wandę, jedną z głównych bohaterek filmów Teściowie (2022) i Teściowie 2 (2023). Wcieliła się w tytułową bohaterkę serialu Klara (2024), będącego ekranizacją jej powieści o tym samym tytule z 2010.

### Życie prywatne
Ma córkę Nadię (ur. 1996) z Dariuszem Kurzelewskim oraz syna Stanisława (ur. 2009) z Markiem Modzelewskim.

## Filmografia
- 1994–1995: Fitness Club jako klientka „ze zniszczoną cerą”
- 1995: Archiwista jako Krystyna Wagner, żona Zbigniewa
- 1996: Ekstradycja 2 jako agentka UOP w hotelu (odc. 2)
- 1996: Dom jako reporterka w tv (odc. 16)
- 1997: Historie miłosne jako zakonnica
- 1997: Boża podszewka jako aplikantka na balu
- 1997–1999: Klan jako Ewa Kowalik, biologiczna matka Maćka Lubicza
- 1999: Torowisko jako dziennikarka rozmawiająca w tv z panią Jolą
- 1999: Na koniec świata jako modelka Wiktora
- 1999: Dług jako żona Matczaka
- 2000: Wielkie rzeczy jako kobieta kupująca kafelki w sklepie Skowronków
- 2002: Psie serce jako Dorota, podwładna Maji
- 2002: Kasia i Tomek (seria I) jako kasjerka w wypożyczalni (odc. 13)
- 2003: M jak miłość jako pielęgniarka
- 2003: Kasia i Tomek (seria II) jako Lena, koleżanka Kasi z liceum (odc. 6)
- 2003: Daleko od noszy jako Krystyna Nosoń (odc. 4)
- 2003: Ciało jako siostra Felicyta
- 2003–2007: Na Wspólnej jako Aneta Czarnecka
- 2004: Teraz ja jako żona jadąca nad morze
- 2004: Talki z resztą jako Marta Boniatowska (odc. 6)
- 2004: Plebania jako Bożena Paprocka
- 2004: Na dobre i na złe jako Beata Skowron (odc. 200)
- 2004: Kryminalni jako sąsiadka Anny Szennert (odc. 8)
- 2005: Boża podszewka II jako Rosjanka zajmująca mieszkanie (odc. 12)
- 2005–2006: Tango z aniołem jako Ewa Rynwid, wróżka
- 2006: Jan Paweł II jako Emilia Wojtyła, matka Karola
- 2006: Magda M. jako Edyta Garnicka (odc. 31)
- 2006: Job, czyli ostatnia szara komórka jako matka „Chemika”
- 2007: Prawo miasta jako Emilia Gralczyk, żona Edwarda
- 2007: Jak to jest być moją matką jako Monika Motyka
- 2007: Hindenburg: The Untold Story jako Mathilda Doehner
- 2007: Ekipa jako dyrektor hospicjum dziecięcego (odc. 13)
- 2007: Cztery poziomo jako żona „Łańcuszka”
- 2007–2016: Barwy szczęścia jako Maria Pyrka-Złota
- 2008: Lejdis jako Gośka, prawniczka
- 2008: 33 sceny z życia jako Kaśka, przyrodnia siostra Julii
- 2009: Złoty środek jako recepcjonistka Ula
- 2009: Miłość na wybiegu jako Ilona
- 2009: Idealny facet dla mojej dziewczyny jako Klara Rojek, partnerka Luny
- 2009: Galerianki jako matka Alicji
- 2010: Śniadanie do łóżka jako Ewa, była partnerka Piotra
- 2010–2011: Szpilki na Giewoncie jako Eliza Morawska, redaktor naczelna pisma
- 2010: Lincz jako Jagoda Słota, sąsiadka Gradów
- 2010: Joanna jako Ewa, siostra Joanny
- 2011: Trzy siostry T jako telefonistka z biura podróży
- 2011: Popatrz na mnie jako Agnieszka
- 2011: Pokaż, kotku, co masz w środku jako Alicja, żona Mariana, matka Marioli
- 2011: Komisarz Alex jako Ewa Malczewska, właścicielka firmy (odc. 3)
- 2012: Supermarket jako Bogusia Warecka, żona Michała
- 2012, 2014–2015: Krew z krwi jako Sandra Kozłowska, przyjaciółka Carmen
- 2012–2013: Piąty Stadion jako doktor Joanna
- 2013: Wspomnienie poprzedniego lata jako Krystyna, matka Basi
- 2013: Biegnij, chłopcze, biegnij jako Kowalska
- 2013: Płynące wieżowce jako Krystyna, matka Michała
- 2013: Ojciec Mateusz jako Hanna Waga, żona Jacka (odc. 113)
- 2013: Drogówka jako Ewa
- 2014: Warsaw by Night jako Iga
- 2014: Pod Mocnym Aniołem jako Katarzyna
- 2014: Kochanie, chyba cię zabiłem jako Janina Pokojska, żona Jana
- 2014: Baron24 jako Sylwia Baron, żona Mirka
- 2015: Web Therapy jako Roma Dudek (odc. 4)
- 2015: Na dobre i na złe jako Danka (odc. 600)
- 2015–2016: Singielka jako Dorota Łapacka, redaktor naczelna portalu „Co tam?”
- 2016: Zenon jako Obsada aktorska
- 2016: Wołyń jako Głowacka, matka Zosi
- 2016: Szatan kazał tańczyć jako Monika
- 2016: Para nie do pary jako Longina Chatka
- 2016: Maria Skłodowska-Curie jako Bronisława Skłodowska, siostra Marii
- 2017: Spitsbergen jako matka Julki
- 2017: PolandJa jako Jola
- 2017: Miasto skarbów jako „Matka”, szefowa ABW
- 2017: Listy do M. 3 jako Agata
- 2017: Komisarz Alex jako Wiktoria Książek „Księżna” (odc. 113)
- 2017: Kobieta budzi się rano jako kobieta
- 2017: Dom pełen zmian jako Magda Malinowska
- 2017: Amok jako Lidia, była żona Sokolskiego
- 2017: Ach śpij kochanie jako Jadwiga Suchowa
- 2018: Za marzenia jako mama Bartka
- 2018: Trzecia połowa jako doktor Joanna Konopka, psycholog sportu (odc. 8)
- 2018: Pitbull. Ostatni pies jako Regina, żona „Soczka”
- 2018: Drogi wolności jako Janina Biernacka, siostra Ignacego
- 2018: Kler jako nauczycielka etyki
- 2019: Lepsza połowa jako Jola, żona Marka
- 2020: Listy do M. 4 jako Agata
- 2020: Polot jako Magda Tomporowska, matka Karola
- 2020: Nieobecni jako Dorota Gajda
- 2021: Teściowie jako Wanda
- 2021: Planeta singli. Osiem historii jako Klara Tymańska (odc. 1)
- 2022: Gry rodzinne jako Małgorzata Bilska
- 2023: Sexify 2 jako Małgorzata Dębska
- 2023: Teściowie 2 jako Wanda Chrapek
- 2023: Masz ci los! jako Halina
- 2023: Znachor jako hrabina Czyńska
- 2023: Morderczynie jako Irena Keller, matka Karoliny i Ewy
- 2023: Kiedy ślub? jako Danuta Mazur, matka Wandy
- 2023: Klara jako Klara
- 2024: Prosta sprawa jako Joanna Gawełek
- 2025: Teściowie 3 jako Wanda Chrapek

## Polski dubbing
- 2008: Opowieści na dobranoc jako Aspen
- 2008: Piorun jako Mindy
- 2016: Osobliwy dom pani Peregrine jako pani Peregrine

## Role teatralne
- Mechaniczna pomarańcza reż. Feliks Falk (Teatr im. Stefana Jaracza w Łodzi) jako dziewczyna z baru
- Upadłe anioły reż. Michael Hackett (Teatr Dramatyczny w Warszawie) jako Młoda mniszka
- Chłopcy reż. Maciej Z. Bordowicz (Teatr Polski w Warszawie) jako Wiktoryna
- Przebudzenie wiosny reż. Szczepan Szczykno (Teatr Polski w Warszawie) jako Marta
- Kram z piosenkami reż. Barbara Fijewska (Teatr Polski w Warszawie)
- Sędziowie reż. Paweł Łysak (Teatr Polski w Warszawie) jako Jewdoha
- W małym dworku reż. Linas Zaikauskas (Teatr Powszechny im. Jana Kochanowskiego w Radomiu) jako Widmo matki – Anastazji Nibek
- Biwak pod gołym niebem reż Jan Kulczycki (Teatr Polski w Warszawie) jako III Podróżny
- Trzy siostry. Kilka lat później... reż. Linas Zaikauskas (Teatr Powszechny im. Jana Kochanowskiego w Radomiu) jako Olga
- Lustro reż. Tomasz Zygadło (Teatr Polski w Warszawie) jako dziewczyna, Garderobiana
- Don Juan, czyli Kamienny gość reż. Jarosław Kilian (Teatr Polski w Warszawie) jako Dona Elwira
- Ręce na szyję zarzucić reż. Urszula Kojak, Rafał Sisicki, Tomasz Gawron, Marta Ogrodzińska, Natalia Babińska, Michał Walczak (Akademia Teatralna w Warszawie) jako Anna Pietrowna
- Miss HIV reż. Maciej Kowalewski (MM Przebudzenie-Kompania Teatralna w Warszawie)
- Odyseja reż. Jarosław Kiljan (Teatr Polski w Warszawie) jako Helena, Kobieta Kirke
- Bomba reż. Maciej Kowalewski (Centrum Artystyczne M25 w Warszawie) jako Redaktor Justyna
- Imieniny reż. Aleksandra Konieczna (Teatr Narodowy w Warszawie) jako Zofia Łobudzka
- Dulscy z o.o. reż. Marta Ogrodzińska (Teatr Polski w Warszawie) jako Juliasiewiczowa
- Noc reż. Andrzej Bartnikowski (Teatr Polski w Warszawie) jako Dusza
- Szarańcza reż. Natalia Sołtysik (Teatr Ateneum im. Stefana Jaracza w Warszawie) jako Nadeżda
- W małym dworku reż. Anna Augustynowicz (Och-Teatr w Warszawie) jako Aneta Wasiewiczówna
- Premiera reż. Tomasz Dutkiewicz (Teatr Komedia w Warszawie) jako Cilla Fraser
- Trash Story reż. Marta Miłoszewska (Teatr Telewizji) jako Wdowa

## Publikacje
- Klara (2010) (wyd. Świat Książki)
- Klara jedzie na pogrzeb (2021) (wyd. Wielka Litera)